# جيمس س. ارتشر
جيمس س. ارتشر (بالإنجليزية: James Archer)‏ هو موظف مدني أسترالي، ولد في 28 يوليو 1900 في Elphinstone, Victoria ‏ في أستراليا، وتوفي في 23 ديسمبر 1980 في كانبرا في أستراليا.